# Dynamix
Dynamix var en amerikansk dataspelsutvecklare. Företaget startades 1984 i Eugene, Oregon. Dynamix köptes 1990 av Sierra, som la ner verksamheten 2001.
Dynamix är kanske mest kända för sina flygsimulatorer och äventyrsspel.

## Spel i urval
- Stellar 7
- Arcticfox
- Project Firestart
- A-10 Tank Killer
- David Wolf: Secret Agent
- Rise of the Dragon
- The Adventures of Willy Beamish
- Nova 9: The Return of Gir Draxon
- Heart of China
- Betrayal at Krondor
- Sierra Soccer
- MissionForce: CyberStorm